# 郑州市第四中学
郑州市第四中学（简称郑州四中）是位于河南郑州市的一所完全中学，是首批河南省示范性普通高中，河南省文明校园。

## 简介
学校始于1938年在甘肃天水创建的“陇豫公学”，同年12月更名为“国立甘肃第二中学”，1939年改称“国立第十中学”。1946年从甘肃迁至河南，先后更名为“省立中正中学”、“郑州市立第二中学”、“河南省立郑州第二初级中学”、“河南省第二初级中学”、“河南省郑州市第二完全中学”，1958年定名为“郑州市第四中学”。1985年开设内地西藏班。
郑州四中实力弱于郑州外国语学校等“大三甲”。长期以来学校推行衡水模式、郸城一高模式，强调高压式管理，校规严格。热爱倡导激情教育。然而，不少人士对此表示强烈反对，认为其难以真正提高学生素质、培养未来人才。近期以来学生对更加开放的校园氛围呼声越来越强烈，观念在学生群体中产生较为明显的分化，对于高度纪律与自由纪律并重进行着讨论。
学校现有开元校区、京广校区、迎宾校区三个校区，其中2021届高考结束后京广校区仅剩下初中部，高中部本校位于开元新校区。

## 校区
- 开元校区：郑州市惠济区开元路129号
- 京广校区：郑州市京广北路86号
- 迎宾校区：郑州市惠济区迎宾路26号